# Tresseau
Tresseau war ein Medizinal- oder Apothekergewichtsmaß in Frankreich.
- 1 Tresseau = 1 Drachme = 1 Quentchen = 3 ⅞ Gramm